# Років тому
Років тому — міжнародним є позначення ВР, або b.p. від англ. Before Present (також «до теперішнього часу»); це шкала часу, що широко використовується в археології, геології та інших науках для датування подій в минулому від умовної точки "теперішнього часу". Дата 1 січня 1950 року була прийнята як еталонна точку відліку для шкали ВР. Цей спосіб датування пов'язаний з дослідженнями явища радіоактивності, одним з застосувань якого став метод радіовуглецевого датування.

## Використання
Шкала ВР іноді використовується для дат, встановлених іншими способами ніж радіовуглецеві датування, наприклад в стратиграфії.
Адже в стратиграфії завжди присутній шар (напластування), який може класифікуватись як шар теперішнього часу, і слугуватиме точкою відліку.

## Радіовуглецеве датування
Радіовуглецеве датування базується на розробках методу аналізу досліджуваних  біоматеріалів на співвідношення радіоактивного ізотопу вуглецю C-14 та його нерадіоактивних ізотопів.
Радіовуглецеве датування вперше було використано в 1940 р. 1954 року метрологи встановили 1 січня 1950 року точкою відліку для використання радіовуглецевого датування, використавши для еталону вміст радіоактивного вуглецю-14 в зразку щавлевої кислоти 1950 року. Слід зазначити, що цей метод вимірювання має погрішність в межах від сімдесяти до трьохсот років. Визначення ж віку забруднених зразків може давати величезні помилки.
Широкомасштабні ядерні випробування після 1950 року спричинили глобальні зміни співвідношення радіоактивного вуглецю-14 та нерадіоактивного вуглецю-12. Через це стала побутувати іронічна версія англомовного скорочення BP: англ. Before Physics, «До Фізики».

## Cal BP
Науковий термін «cal BP», який застосовується в археології, є абревіатурою від «каліброваних років до сьогодення (англ. «calibrated years before the present)» або «календарних років до сьогодення» (англ. «calendar years before the present») і це позначення означає, що наведена необроблена радіовуглецева дата була виправлена за допомогою сучасних методологій.